# Departement La Paz
La Paz je departement v západní Bolívii na hranici s Peru. Rozloha departementu je 133 985 km², žije zde přibližně 3,02 milionu obyvatel. Hlavním městem je La Paz. V departementu se nachází bolivijská část jezera Titicaca, pohoří Cordillera Real s nadmořskou výškou přes 6 400 m n. m. Severovýchodně od pohoří se nachází Yunga, strmé východní svahy Andského pohoří, které tvoří přechod k Amazonské nížině.

## Administrativní členění

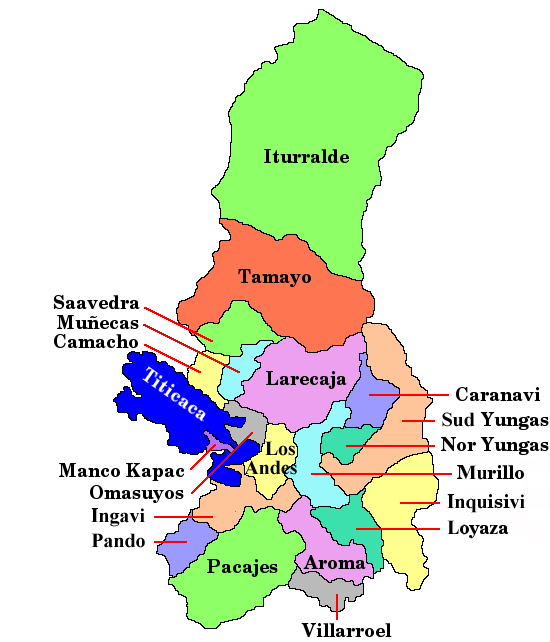
Provincie v departementu La Paz

Departement La Paz se člení na 20 provincií, které se dále dělí na 85 obcí (španělsky municipios).
- Abel Iturralde
- Aroma
- Bautista Saavedra
- Caranavi
- Eliodoro Camacho
- Franz Tamayo
- Gualberto Villarroel
- Ingavi
- Inquisivi
- José Manuel Pando
- José Ramón Loayza
- Larecaja
- Los Andes
- Manco Kapac
- Muñecas
- Nor Yungas
- Omasuyos
- Pacajes
- Pedro Domingo Murillo
- Sud Yungas

## Jazyky
Nejpoužívanějšími jazyky v departementu jsou španělština, ajmarština, kečuánština a guaranština. V tabulce jsou uvedeny počty obyvatel hovořící jednotlivými jazyky jak v departementu, tak v celé Bolívii.
| Jazyk                    | Departement La Paz | Bolívie   |
| ------------------------ | ------------------ | --------- |
| kečuánština              | 158,260            | 2,281,198 |
| ajmarština               | 1,181,593          | 1,525,321 |
| guaranština              | 1,526              | 62,575    |
| jiné domorodé            | 4,446              | 49,432    |
| španělština              | 1,973,708          | 6,821,626 |
| zahraniční               | 70,448             | 250,754   |
| pouze domorodé           | 257,242            | 960,491   |
| domorodé a španělština   | 1,027,999          | 2,739,407 |
| španělština a zahraniční | 946,650            | 4,115,751 |

## Zajímavosti
- Národní park Cotapata
- Přírodní rezervace Pilón Lajas
- jezero Titicaca
- Chacaltaya
- Národní park Madidi
- Tiwanaku